# Chrome Dreams
Chrome Dreams är namnet på ett tidigare outgivet studioalbum av Neil Young som planerades att ges ut 1977. Efter att tidigare ha funnits tillgänglig som bootleg valde Neil Young slutligen 2023 att ge ut en officiell version av albumet på skivbolaget Reprise Records. Albumets låtar är inspelade under åren 1974-1977 och flera gavs ut i andra eller överdubbade versioner på olika studioalbum under perioden därefter. Fem av låtarna fanns exempelvis med på albumet American Stars 'n Bars 1977. Tre utgavs första gången på Rust Never Sleeps 1979. "Captain Kennedy" dök upp på Hawks & Doves 1981.
Albumet fick trots att låtarna var kända sedan länge ett mycket gott mottagande. Albumet sålde bättre i Europa än i USA, särskilt i Tyskland och Schweiz.

## Låtlista
1. "Pocahontas" - 3:23
2. "Will to Love" - 7:11
3. "Star of Bethlehem" - 2:43
4. "Like a Hurricane" - 8:21
5. "Too Far Gone" - 2:44
6. "Hold Back the Tears" - 5:15
7. "Homegrown" - 2:23
8. "Captain Kennedy" - 2:54
9. "Stringman" - 3:32
10. "Sedan Delivery" - 5:21
11. "Powderfinger" - 3:23
12. "Look Out for My Love" - 4:01

## Listplaceringar
| Lista (2023)   | Position |
| -------------- | -------- |
| Finland        | 42       |
| Frankrike      | 57       |
| Nederländerna  | 33       |
| Schweiz        | 4        |
| Storbritannien | 56       |
| Sverige        | 60       |
| Tyskland       | 4        |
| USA            | 186      |
| Österrike      | 14       |